# Toru Sano
Toru Sano (japonsko 佐野 達), japonski nogometaš in trener, * 15. november 1963.
Za japonsko reprezentanco je odigral 9 uradnih tekem.